# Ernesto Vargas
Ernesto Vargas Rodríguez (Montevideo, 1 de mayo de 1961) es un exfutbolista uruguayo. Jugaba de centrocampista, defensor o delantero y su primer club fue Peñarol.

## Carrera
Comenzó su carrera en 1979 jugando para Peñarol. Jugó para ese club hasta 1986. En 1987 se fue al Nacional. Se mantuvo en ese club hasta 1988. En ese año se fue con destino a España para integrarse al Real Oviedo, en donde estuvo hasta el año 1989. En 1990 se fue a Ecuador para formar parte del equipo LDU Quito. En ese año regresó a Uruguay para volver al Nacional.En 1991 jugó en Cerrito,y luego se fue a Perú para jugar en el Universitario, donde finalmente colgó sus botas. Campeón de América y campeón Intercontinental en 1982 con Peñarol, y campeón de América y campeón Intercontinental en 1988 con Nacional.

## Selección nacional
Fue internacional con la selección mayor de Uruguay y la sub-20 entre 1979 y 1981.

## Clubes[2]
| Club          | País    | Año       |
| ------------- | ------- | --------- |
| Peñarol       | Uruguay | 1979-1986 |
| Nacional      | Uruguay | 1987-1988 |
| Real Oviedo   | España  | 1988-1989 |
| Nacional      | Uruguay | 1990      |
| LDU Quito     | Ecuador | 1990      |
| Universitario | Perú    | 1991      |
| Cerrito       | Uruguay | 1991      |

## Palmarés como jugador

### Campeonatos nacionales
| Título                      | Club          | País    | Año  |
| --------------------------- | ------------- | ------- | ---- |
| Campeonato uruguayo         | Peñarol       | Uruguay | 1979 |
| Campeonato uruguayo         | Peñarol       | Uruguay | 1981 |
| Campeonato uruguayo         | Peñarol       | Uruguay | 1982 |
| Campeonato uruguayo         | Peñarol       | Uruguay | 1985 |
| Campeonato uruguayo         | Peñarol       | Uruguay | 1986 |
| Primera División de Ecuador | Liga de Quito | Ecuador | 1990 |

### Títulos internacionales
| Título                | Club     | País    | Año  |
| --------------------- | -------- | ------- | ---- |
| Copa Libertadores     | Peñarol  | Uruguay | 1982 |
| Copa Intercontinental | Peñarol  | Uruguay | 1982 |
| Copa Libertadores     | Nacional | Uruguay | 1988 |
| Copa Intercontinental | Nacional | Uruguay | 1988 |